# Mont Bagong
Le mont Bagong (chinois : 八公山 ; pinyin : bāgōng shān) est une montagne de la ville-préfecture de Huainan, dans la province d'Anhui en Chine. Son nom est tiré des Huit Seigneurs (chinois : 八公 ; pinyin : bāgōng), engagés par Liu An, que sont Su Fei (chinois : 蘇飛), Li Shang (chinois : 李尚), Zuo Wu (chinois : 左吳), Tian You (chinois : 田由), Lei Bei (chinois : 雷被), Wu Bei (chinois : 伍被), Mao Bei (chinois : 毛被), Jin Chang (chinois : 晉昌). Il est notamment évoqué dans le Huainan Zi.
Elle a donné son nom à l'arrondissement de Huainan dans lequel elle se situe : le district de Bagongshan.